# Калмыков, Александр Дмитриевич
Алекса́ндр Дми́триевич Калмыко́в (род. 21 марта, 1953 год, Тюмень, СССР)                      генеральный директор Росгосцирка (2009—2012), профессор Московского государственного института культуры, сценарист, режиссер, продюсер, педагог. Народный артист Российской Федерации (2007).

## Образование
- 1974 — окончил исторический факультет Тульского государственного университета
- 1978 — выпускник, Ленинский стипендиат, режиссёрского факультета ГИТИСа
- 1981 — окончил аспирантуру (ассистентуру-стажировку) ГИТИСа.                                                    Тема написанной диссертации «Драматургия циркового произведения»[1].                                                    (Из-за смерти научного руководителя от защиты отказался).

## Биография
- 1975 — режиссёрский дебют: представление «Легендарные орлята» в Краснодарском цирке.
- 1978 — главный режиссёр Тульского цирка;
- 1982—1987 — директор и главный режиссёр Тульского цирка;[2]
- 1987 — переведён в Москву во Всесоюзное объединение «Союзгосцирк»
- 1988—1990 — директор, художественный руководитель Всесоюзной дирекции по подготовке новых произведений циркового искусства;
- 1990—1995 — директор коллектива Олега Попова;
- 1995—1998 — вице-президент, художественный руководитель «Росгосцирка»;
- 1998—2003 — художественный руководитель продюсерского центра «Доктор Фауст»;
- 2003—2009 — вице-президент, художественный руководитель «Росгосцирка»[3];
- 2009—2012 — генеральный директор «Росгосцирка»;
- 2012—2016 — артистический директор и главный режиссёр Общенационального движения «В кругу семьи»;
- С 2009 — профессор кафедры театрализованных праздников МГИК (Московский государственный институт культуры).

## Достижения
- Инициатор создания Творческого Союза цирковых деятелей России (совместно с А. Соколовым автор идеи создания и текста Устава СЦД, утвержденного на общем собрании компании. Первый Устав СЦД. 1988)                                                                                                                             Постановщик цирковых спектаклей:
  - «Светлана» по Жуковскому,
  - «Левша» по Лескову,
  - «Фауст» по Гёте,
  - «Данко» по Горькому,
  - «Золотой гусь» братьев Гримм,
  - «Остров сокровищ» по Стивенсону,
  - «Три толстяка» по Олеше (Москва, Первый цирковой мюзикл, спорткомплекс «Олимпийский» 1988),
  - «Город Мир» для Юрия Куклачева (Большой Московский цирк на проспекте Вернадского)
  - «Алые паруса» по Грину — для «Цирка на воде № 1»,
  - «Парад маскарадов» Цирк лилипутов,
  - «Алиса в стране чудес» по Кэрроллу,
  - «Времена года» клоунский спектакль для  Захарова и Павлова и др.                                                                                                                                                                               Постановщик цирковых номеров:
  - «Русская масленица» под руководством А. Бондарева,
  - «Акробаты на батуде» под руководством В. Радохова,
  - «Акробаты и дрессированные медведи» под руководством В. Шемшура,
  - «Озорные малыши» Л. Демшевской,
  - «Молитва у идола» А. Микитюк;
  - «Комическая иллюзия» для клоунов Захарова и Павлова.                                                                                                                                                                Создатель мастерских в ЦЦИ:
    - «Детский цирк» для В. Херц,
    - студии «Эксперимент» для В. Гнеушева,
    - студии «Геометрический цирк» для А. Гримайло.                                                                                                                                                                      Создатель первого циркового кооператива «Студия» для шитья костюмов и изготовления реквизита-аналог самых первых коммерческих предприятий в стране. Зарегистрирован как кооператив № 2 в Москве 1988г).
- Автор мюзикла «Маленький принц» для английского парка «Батлинз»;
- Постановщик спектакля «Подвиги Геракла» (СК «Олимпийский» — по заказу Олимпийского комитета игр в Греции)
- Постановщик шоу «Последняя лента Феллини» для групп «Сплин» и «БИ-2» (СК «Олимпийский»)
- Постановщик «Закрытия Всемирных юношеских игр» (Кремлёвский Дворец)
- Постановщик карнавальных шествий для Дней города Москвы и 850-летия Москвы и др. городских праздников.
- Автор документального фильма «Сон медведя» о состоянии российского цирка в годы «перестройки», созданного голландским телеканалом VPRO.
- Автор и режиссёр-постановщик Первого Всемирного фестиваля-конкурса циркового искусства (Москва. Первое шоу на Красной площади 1996)
- Автор и режиссёр-постановщик пяти (I-II-III-IV-V) Всемирных фестивалей циркового искусства в Москве (Поклонная гора, Лужники)
- Автор и режиссёр-постановщик (I-II-III- и X) Всемирных фестивалей клоунады  в Екатеринбурге
- Автор и режиссёр-постановщик Международных фестивалей самодеятельного циркового искусства «Цирковой Олимп» в Сочи                                                                 Автор фестивалей:
  - «Принцесса Российского цирка»,
  - «Ярмарка идей» (режиссёров цирка),
  - Международного фестиваля цирка во Фрайбурге.
- Автор и режиссёр-постановщик спектакля «Лунные войны» в Гуанчжоу КНР  в 2005                                                                                                          Художественный руководитель курса режиссёров цирка на режиссёрском факультете ГИТИСа. Автор уникальных программ:
  - «Цирк Высокой моды» 1998
  - «Цирк-караоке - FM Москва " 2010
  - «Цирк-Шансон» 2009                                                                                                                                                                                                    Профессор Московского государственного университета культуры и искусства с 2009 года. Художественный руководитель курса режиссёров цирка (2009-2015).                                                                                                                                          Художественный руководитель курса режиссёров Театрализованных представлений с 2017 по наст. время Артистический директор общенациональной программы «В кругу семьи» с октября 2012 по октябрь 2016 года.
- Автор Русского образовательного парка национальной истории, фольклора, сказки и ратного дела «Антидисней» 2012.
- Автор «Пряничной» железной дороги для детей 2013.
- Автор и режиссёр-постановщик «Наивной сказки о цирке» в Лужках, 2014.
- Постановщик шоу открытия и закрытия Кинофестивалей семейного и детского кино в Екатеринбурге и Иркутске 2013—2014.
- Автор и режиссёр-постановщик биографического концерта Юрия Башмета в Екатеринбурге в 2013 году.
- Автор и режиссёр-постановщик уникального ночного шоу на озере Байкал, с участием Дениса Мацуева в 2014.
- Автор и режиссёр-постановщик шоу «Ледяные терема» в Москве в саду «Эрмитаж» 2014.
- Автор и режиссёр-постановщик ночного шоу с участием спектакля «Лебединое озеро», на Верхнем озере Калининграда 2015 году.
- Автор и режиссёр-постановщик шоу ледяных скульптур «Ледовая Москва» на Поклонной горе в Москве в декабре 2015.
- Режиссёр -постановщик Первого и Второго «Пасхального Фестиваля» в Следственном изоляторе № 1 «Кресты» (Санкт-Петербург), 2015—2016.
- Автор и режиссёр-постановщик Международного кинофестиваля детских и юношеских фильмов «Кинофлотилия» («Кино на воде» -кинотеатры, плавающие по Неве) Санкт-Петербург 2016 года.
- Автор и режиссёр-постановщик исторического шоу «Бастионы России» (Историческая реконструктивное шоу, о взятии Кремля Мининым и Пожарским в 1613 году) Тула центральная площадь им. Ленина. 2016 год
- Автор и режиссёр-постановщик конного шоу «Похищение в замке Сент-Лазар», премьера состоялось в Лазаревском (Сочи) в 2017 году.
- Автор и режиссёр-постановщик 10 юбилейного Всемирного фестиваля клоунов в Екатеринбурге (также является автором идеи проведения Первого в России фестиваля клоунады 2008), Екатеринбург ноябрь 2017
- Режиссёр-постановщик исторической музыкальной драмы «Муравьёв. Граф Амурский» в Хабаровском краевом театре драмы 2017
- Автор и режиссёр-постановщик юбилейного шоу на воде «Дорога» к 70-летию Анатолия Марчевского 2018
- Режиссёр-постановщик исторической музыкальной драмы «Залив счастья. Адмирал Невельской» 2018 в Хабаровском краевом театре драмы 2017
- Автор и режиссёр документального фильма «Тот самый Дерябкин»  две части 2019
- Автор биографической книги «Режиссёр снов» 2019
- Участник Проекта «Творческие люди России» 2020
- Автор и создатель Первой Всемирной конференции клоунов (zoom) 2020.
- Инициатор создания международного праздника «31 июля -Всемирный День Клоунов». 2020
- Автор книги «Олег Попов. Невыдуманные истории из жизни „солнечного клоуна“». Издательство «Молодая Гвардия». Серия ЖЗЛ. 2020
- Член Высшей Редакционной Коллегии портала «Знание» Большой Российской Энциклопедии 2021
- Автор и режиссёр-постановщик циркового спектакля «Путешествие в Циркус Лэнд» Геленджик 2022 год
- Автор фундаментального теоретического курса "Режиссура клоунады". (Он-Лайн) В рамках проекта "Новая клоунада" февраль 2024 г.
- «Режиссёр снов» — творческий вечер Калмыкова А. Д. в Центральном доме актёра имени А. А. Яблочкиной, май 2024 года.
- Спикер творческого вечера Бориса Краснова в Центральном доме актёра имени А. А. Яблочкиной январь 2025 года
- Спикер творческого вечера Анатолия Марчевского в Центральном доме актёра имени А. А. Яблочкиной февраль 2025 года
- Председатель государственной экзаменационной комиссии ГУЦЭИ им. Карандаша июнь 2025 года

## Награды и титулы
- Заслуженный деятель искусств Российской Федерации (1997 год)
- Народный артист Российской Федерации (2007 год)[4]